# ديريك بارنت
ديريك بارنت (بالإنجليزية: Derek Barnett)‏ هو لاعب كرة قدم أمريكية أمريكي، ولد في 25 يونيو 1996 في ناشفيل في الولايات المتحدة.

## وصلات خارجية
- ديريك بارنت على موقع مرجع كرة القدم المحترفة.كوم (الإنجليزية)